# Elgiva van Shaftesbury
De heilige Aelfgith de Jonge of Elgiva ( - 18 mei 944) was een Angelsaksische koningin. Ellgiva was de eerste echtgenote van Edmund I van Engeland. Zij trouwden rond 940 en Elgiva werd spoedig de moeder van de toekomstige koningen Edwig All-Fair en Edgar de Vredestichter. Willem van Malmesbury verhaalt hoe zij veroordeelden troostte, dure kleding aan de armen gaf en fysiek lijden onderging. Zij zou tevens veel geïnvesteerd hebben in de abdij van Shaftesbury, waar haar moeder Winflaeda lekenzuster was. De koning ruilde land in Butticanley met gebied in Tisbury, zodat zijn vrouw het kon nalaten aan de abdij. Na haar dood in 944 werd zij begraven in Shaftesbury. Zij mag niet verward worden met de tante van haar man, de Heilige Aelfgith de Oude. Haar feestdag wordt gevierd op 18 mei.